# Шуб, Андре Мишель
Андре-Мишель Шуб (фр. André-Michel Schub; род. 26 декабря 1952, Париж) — американский пианист французско-еврейского происхождения (с восьмимесячного возраста живёт в Нью-Йорке).
Начал занятия музыкой со своей матерью в четырёхлетнем возрасте, затем занимался под руководством Яши Зайде. Учился сначала в Принстонском университете, затем в Кёртисовском институте музыки у Рудольфа Серкина (1970—1973). В 1974 г. Шуб получил первую премию на Наумбурговском конкурсе, а в 1981 г. стал победителем Конкурса пианистов имени Вана Клиберна.
Среди известных записей Андре Мишеля Шуба — произведения Бетховена, Листа, Брамса, Стравинского.
С 2006 г. Андре Мишель Шуб преподаёт в Манхэттенской школе музыки.